# Мизерный, Юрий Сергеевич
Юрий Сергеевич Мизерный (род. 24 ноября 1988, Кишинёв) — российский военнослужащий, сержант. Герой Российской Федерации (2023).

## Биография
Родился 24 ноября 1988 года в Кишинёве. В возрасте трёх лет потерял отца, затем с матерью переехал в город Ливны Орловской области, где закончил школу. Впоследствии городским военкоматом был призван в ВС РФ, служил в Таманской дивизии. Затем, с 2011 по 2016 год, по контракту проходил службу в ВДВ.
После службы в российской армии работал в компании связи, образовательных учреждениях Московской области.
Проживает в городе Павловский Посад Московской области. Является казаком Московского казачьего войска (атаманом Хуторского казачьего общества «Аверкиевское»). Также руководит фондом «Зов добра».
Является многодетным отцом. По вероисповеданию — православный христианин.

## Общественная деятельность и участие в выборах
Член общественной палаты Московской области.
Член регионального штаба «Юнармия» Московской области.
Член Молодёжного парламента Павловско-Посадского района Московской области.
В 2016 году в качестве самовыдвиженца участвовал в дополнительных выборах депутатов Павлово-Посадского городского совета.
В течение 2022 года оказывал помощь раненым и мобилизованным, доставлял гуманитарную помощь в ДНР и ЛНР.

## Военная служба с 2022 года
В ноябре 2022 года в качестве добровольца принял участие в российском вторжении на Украину. Воевал на Запорожском направлении.

## Государственные награды
- Герой Российской Федерации (звание присвоено Указом Президента Российской Федерации «за мужество и героизм, проявленные при исполнении воинского долга»)[5]. Церемония награждения состоялась 8 декабря 2023 года в Большом Кремлёвском дворце.
- Три ордена Мужества.